# Enea (nome)
Enea  è un nome proprio di persona italiano maschile.

## Varianti in altre lingue
- Albanese: Enea
- Basco: Eneas
- Bosniaco: Eneja
- Bulgaro: Еней (Enej)
- Catalano: Enees
- Ceco: Aineiás
- Croato: Eneja
- Danese: Æneas
- Esperanto: Eneo
- Francese: Énée
- Galiziano: Eneas
- Greco antico: Αινείας (Aineias)[1][2][3], Αἰνέας (Aineas)[3], Αἲνειος (Aineios)[3]
- Inglese: Aeneas
- Irlandese: Aeinéas
- Islandese: Eneas
- Latino: Aeneas[1][2]
- Lituano: Enėjas
- Maltese: Enea
- Norvegese: Aeneas, Aineias
- Polacco: Eneasz
- Portoghese: Eneas, Eneias
- Portoghese brasiliano: Enéas[2]
- Rumeno: Aeneas
- Russo: Эней (Ėnej)
- Lingua serba: Енеја (Eneja)
- Slovacco: Aineias
- Sloveno: Enej[2], Anej[2]
- Spagnolo: Eneas
- Svedese: Aeneas
- Tedesco: Äneas, Aeneas, Aineias
- Ucraino: Еней (Enej)
- Ungherese: Aineiasz, Éneás

## Origine e diffusione

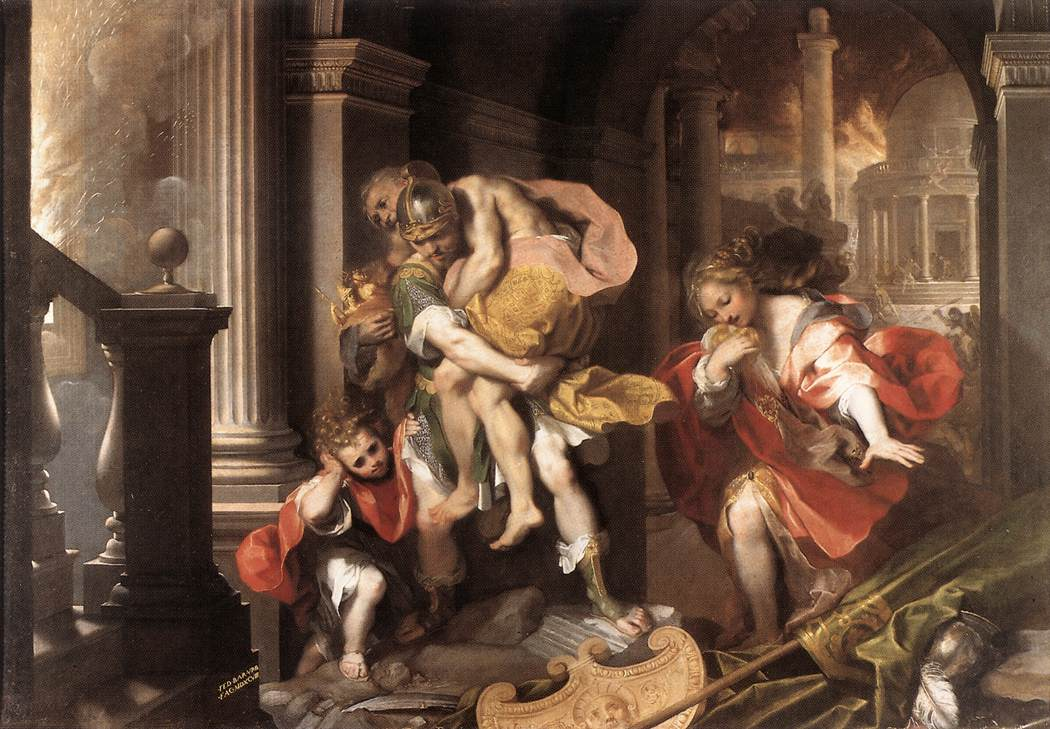
Fuga di Enea da Troia, di Federico Barocci

Continua il nome greco Αινείας (Aineias), d'incerto significato. Potrebbe derivare dal termine αινη (aine) o αἶνος (ainos), "lode" (ma anche "riconoscimento", "storia", "racconto"), e significare quindi "degno di lode", o alternativamente potrebbe essere correlato al termine ainos, che significa "terribile", "orribile".
Il nome è portato dal personaggio mitologico di Enea, figlio di Anchise e Afrodite, protagonista dell'Eneide di Virgilio (ma presente anche nell'Iliade di Omero), capostipite dei Romani. Un personaggio con questo nome, Enea, compare anche nel Nuovo Testamento.

## Onomastico
Alcune fonti collocano l'onomastico il 15 novembre, in onore di un beato Enea di Faenza, il cui culto non è mai stato ufficialmente riconosciuto dalla Chiesa.

## Persone

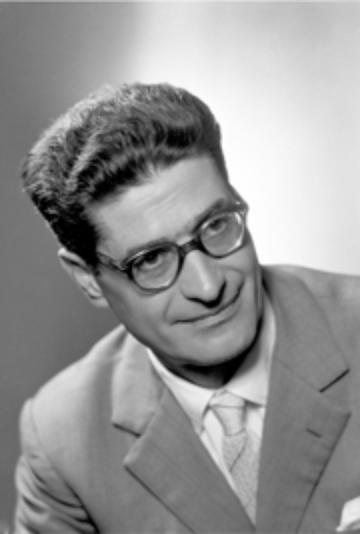
Enea Franza

Enea Silvio Recagno

- Enea Bastianini, pilota motociclistico italiano
- Enea Bortolotti, matematico italiano
- Enea Silvio Caprara, militare austriaco
- Enea Dal Fiume, ciclista su strada italiano
- Enea di Gaza, filosofo romano
- Enea Franza, avvocato e politico italiano
- Enea Gardana, chitarrista e compositore italiano
- Enea Hirpino, poeta italiano
- Enea Manfredini, architetto italiano
- Enea Masiero, calciatore e allenatore di calcio italiano
- Enea Moruzzi, calciatore italiano
- Enea Navarini, generale italiano
- Enea Noseda, politico italiano
- Enea Silvio Piccolomini, divenuto papa col nome di Pio II
- Enea Silvio Piccolomini, cardinale italiano
- Enea Pavani, giocatore di curling italiano
- Enea Silvio Recagno, aviatore italiano
- Enea Riboldi, disegnatore e illustratore italiano
- Enea Salmeggia, pittore italiano
- Enea Sbarretti, presbitero e cardinale italiano
- Enea Selis, arcivescovo cattolico italiano
- Enea Tallone, pittore e architetto italiano
- Enea Tattico, inventore greco antico
- Enea Zuffi, calciatore italiano

### Varianti
- Enéas, calciatore brasiliano
- Enej Jelenič, calciatore sloveno
- Anej Lovrečič, calciatore sloveno

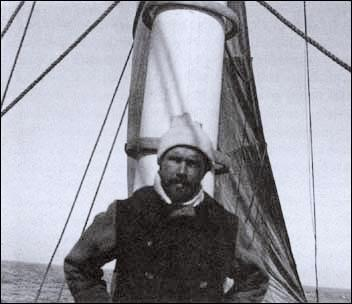
Æneas Mackintosh

- Æneas Mackintosh, esploratore e navigatore britannico
- Eneo Domizio Ulpiano, politico e giurista romano

## Il nome nelle arti
- Enea, protagonista del film omonimo diretto da Pietro Castellitto.